# Rivière aux Rochers
La rivière aux Rochers est une rivière de Sept-Rivières en Côte-Nord, au Québec, au Canada.

## Description
La rivière aux Rochers est d'environ 30 kilomètres de long et a un bassin versant de 4 439 km2. Son point culminant est à 585 mètres d'altitude, et sa source est le lac Walker, le lac le plus profond au Québec. La rivière coule vers le sud-est et se jette dans le Fleuve Saint-Laurent à Port-Cartier.
La rivière est difficile pour la navigation en raison d'un fort courant. Elle contient aussi de nombreux rochers, d'où son nom.

## Tourisme

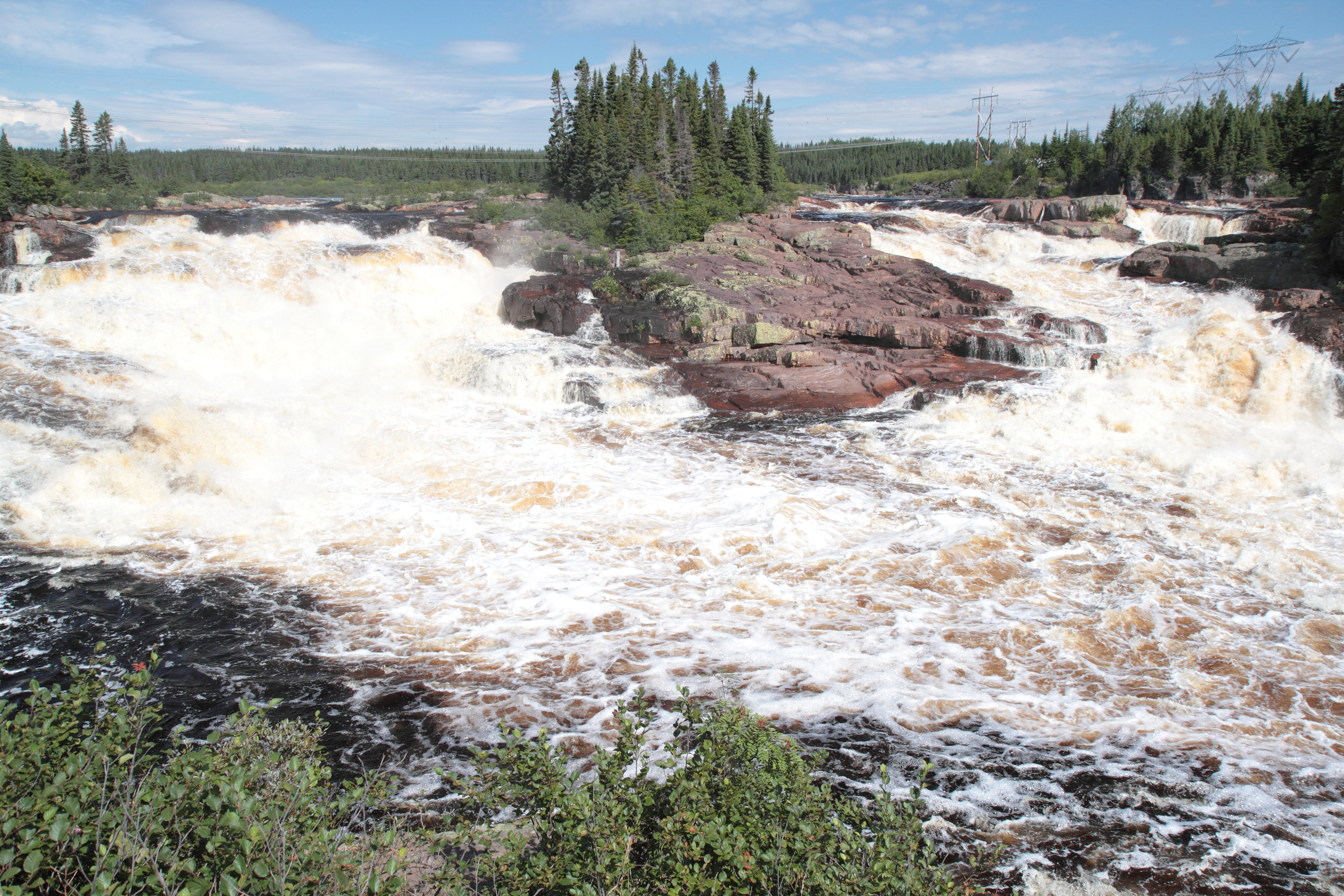

La rivière est très populaire pour la pêche, contenant plusieurs espèces de poissons dont le saumon. Le 24 juin 2013, l' Association de protection de la rivière Aux Rochers a signalé que, pendant le comptage des poissons migrateurs par le biais de l'installation de comptage, des 20 poissons comptés, plusieurs pesaient plus de 25 kg,.
La rivière aux Rochers est considéré comme un endroit pittoresque pour ses diverses zones de rapides et de petites chutes.